# 阿尔特罗萨
阿尔特罗萨是巴西米纳斯吉拉斯州的一个市镇。总面积366.101平方公里，总人口13286人，人口密度36.3人/平方公里。